# Codex Xolotl
Ne doit pas être confondu avec Xólotl.

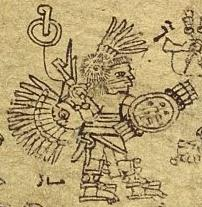
Le roi aztèque Chimalpopoca en costume d'Huitzilopochtli, tiré du Codex Xolotl.

Le Codex Xolotl est un manuscrit aztèque qui retrace l'histoire des Chichimèques depuis leur installation dans la vallée de Mexico, à Tenayuca, sous la direction de leur chef Xolotl, en 1068,, 1172 ou 1224, jusqu'à la guerre tépanèque de 1427.
C'est la seule source indigène proposant une date pour l'apparition de l'écriture en nahuatl : la planche IV mentionne un scribe appelé Coatlitepan une année 4 Acatl, c'est-à-dire en 1275,.
Ce document, composé de dix planches et de trois fragments, est conservé par la Bibliothèque nationale de France.